# Ослунд, Мартин
Йон А́ллан Ма́ртин О́слунд (швед. John Allan Martin Åslund; родился 10 ноября 1976 года в Стокгольме) — шведский футболист, полузащитник. Провёл 4 матча за сборную Швеции. Сын участвовавшего в чемпионате мира 1978 футболиста Санни Ослунда.

## Клубная карьера
Занимался футболом в любительских клубах ИФК «Тебю» и «Энебюберг». В августе 1993 года перешёл в «Юргорден». По итогам чемпионата-1996 клуб выбыл из высшей лиги. В начале декабря 1996 года перешёл в «Норрчёпинг», контракт был рассчитан на 3 года. В то же межсезонье из «Юргордена» в «Норрчёпинг» перешёл Клебер Сааренпяя. В чемпионате-1997 Ослунд 23 раза выходил в стартовом составе и 1 раз — на замену, получил 3 жёлтые карточки. «Норрчёпинг» занял девятое место. В декабре 1998 года перешёл в только что ставший чемпионом стокгольмский АИК, сумма трансфера составила 4 млн крон, контракт был рассчитан на 4 года с зарплатой около 100 тыс. крон в месяц. Отец Мартина, Санни Ослунд, выступал за АИК в 1970-е и 1980-е годы. Из-за травмы колена Мартин пропустил первые 9 (из 26-ти) туров чемпионата-1999 и первый официальный матч за АИК провёл в середине июня 1999 года, это было дерби против «Юргордена». 28 июля 1999 года дебютировал в еврокубках, отыграв 90 минут в выездной первой игре второго отборочного раунда Лиги чемпионов против белорусского «Днепра». 8 августа 1999 года забил свой первый гол за АИК, в ворота «Треллеборга». Главный тренер АИКа Стюарт Бакстер не доверял Ослунду. Из-за этого в октябре 1999 года Мартин отказался играть в матче Лиги чемпионов против «Фиорентины», сославшись на простуду. Это вызвало скандал, Ослунд был оштрафован на стоимость поездки во Флоренцию и обратно.
По итогам чемпионата-2004 АИК выбыл из лиги Аллсвенскан в лигу Суперэттан. Срок контракта Ослунда истёк, и Мартин стал свободным агентом. С 9 ноября 2004 года тренировался на просмотре в итальянском клубе «Салернитана». Клуб боролся за выживание в Серии Б, в его составе был соотечественник и бывший партнёр Ослунда по АИКу Йимми Таманди. 3 января 2005 года Ослунд и «Салернитана» подписали контракт сроком на полгода с зарплатой около 125 тыс. крон в месяц «чистыми». Первый официальный матч за зарубежный клуб провёл 6 февраля 2005 года, «Салернитана» разгромила «Дженоа» со счётом 4:0. 23 августа 2005 года подписал контракт с датским клубом «Виборг» сроком до конца 2005 года. В дебютной игре за «Виборг» (27 августа 2005 года) забил гол в ворота «Оденсе». 13 октября 2005 года продлил контракт с «Виборгом» до конца 2007 года. 17 ноября 2007 года выступил с критикой в адрес руководства клуба, сказав: «произошло много вещей, которые не должны происходить в футбольном клубе».
7 марта 2008 года подписал контракт сроком на 2 года с клубом «Ассириска», только что поднявшимся из третьей лиги во вторую. По окончании контракта завершил игровую карьеру.

## Карьера в сборных
Выступал за юниорские и юношеские сборные Швеции с 15 лет до 18 лет. С апреля 1997 года до мая 1998 года выступал за молодёжную (до 21 года) сборную Швеции. На молодёжном (до 21 года) чемпионате Европы 1998 в Румынии Швеция заняла шестое место, Ослунд забил гол в ворота команды Германии.
В октябре 1998 года Томми Сёдерберг неожиданно вызвал Ослунда в сборную Швеции на выездной отборочный матч чемпионата Европы 2000 против сборной Болгарии. В отсутствие четырёх травмированных нападающих (Кеннета Андерссона, Йёргена Петтерссона, Андреаса Андерссона, Дана Салина) Томми Сёдерберг использовал Ослунда в нападении, хотя на клубном уровне Мартин всегда играл полузащитника. Томми Сёдерберг неожиданно выпустил Ослунда в стартовом составе (в паре с Хенриком Ларссоном) и на 71-й минуте заменил Мартина на Йеспера Блумквиста, Швеция победила со счётом 1:0.
В феврале 2001 года Ларс Лагербек и Томми Сёдерберг включили Мартина Ослунда в состав сборной Швеции на товарищеский турнир «Кубок короля Таиланда». Ослунд забил по голу в двух первых матчах турнира, 10 февраля с Таиландом и 12 февраля с Китаем. В конце февраля 2001 года Ларс Лагербек и Томми Сёдерберг вызвали Ослунда на товарищескую игру с Мальтой, но не выпустили на поле.

## Телевидение
С 2009 года работает футбольным экспертом на телевидении.